# Pero paranaria
Pero paranaria är en fjärilsart som beskrevs av William Schaus 1897. Pero paranaria ingår i släktet Pero och familjen mätare. Inga underarter finns listade i Catalogue of Life.